# Chlorops conclusata
Chlorops conclusata är en tvåvingeart som först beskrevs av Walker 1865.  Chlorops conclusata ingår i släktet Chlorops och familjen fritflugor. Inga underarter finns listade i Catalogue of Life.